# Fritz Haber
Fritz Haber (ur. 9 grudnia 1868 we Wrocławiu, zm. 29 stycznia 1934 w Bazylei) – chemik niemiecki pochodzenia żydowskiego, laureat Nagrody Nobla w dziedzinie chemii w 1918 roku za syntezę amoniaku z azotu i wodoru.

## Życiorys

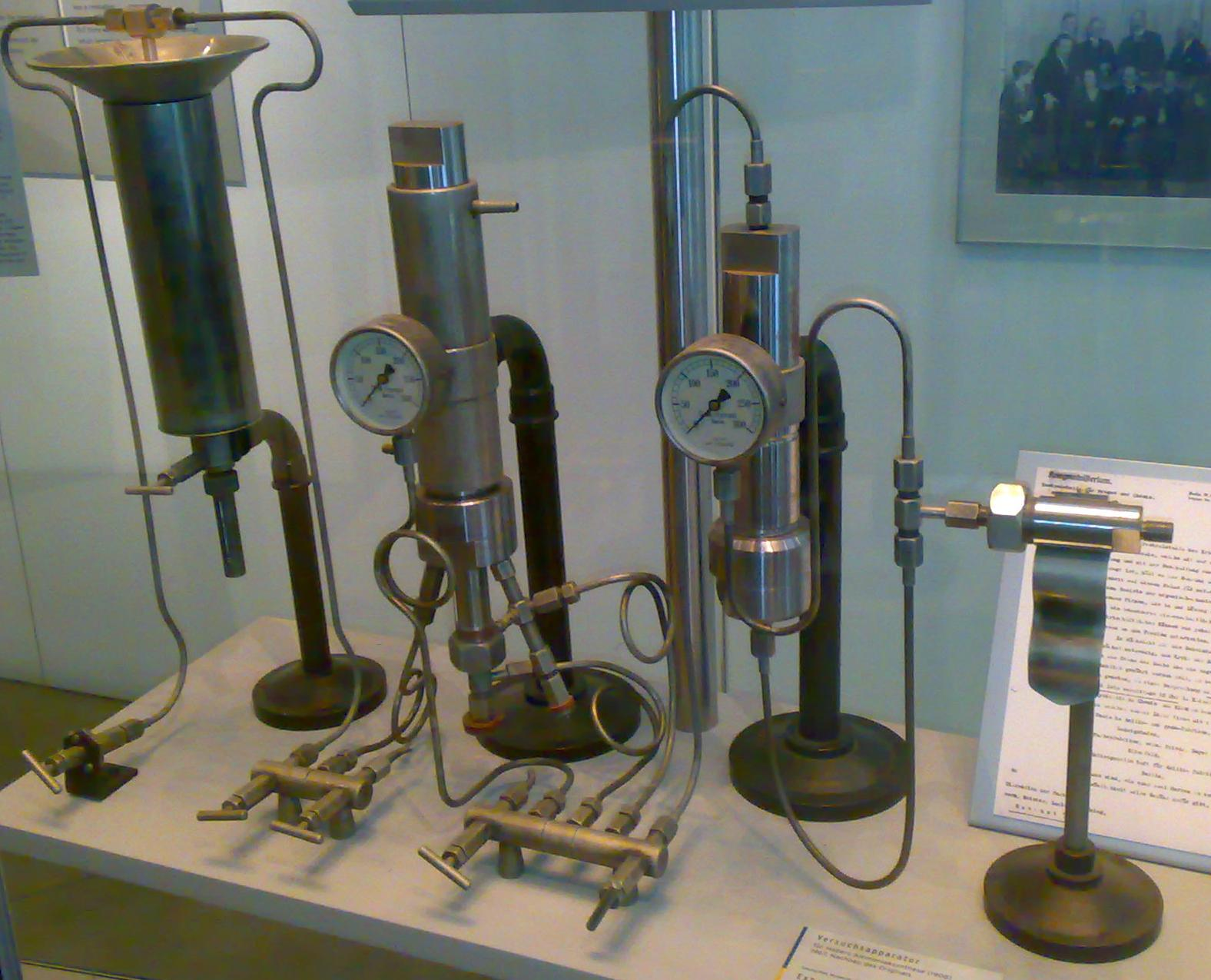
Urządzenia, w których Fritz Haber przeprowadził pierwszą syntezę amoniaku

W latach 1886–1891 studiował na Uniwersytecie w Heidelbergu u Roberta Bunsena, potem na Uniwersytecie w Berlinie. W 1892 r. wyjechał na jeden semestr do Politechniki w Zurychu, aby uzupełnić wiedzę w obszarze technologii chemicznej pod kierunkiem prof. Georga Lungego. Jesienią tego samego roku przeniósł się na Uniwersytet w Jenie, do laboratorium prof. Ludwiga Knorra. W Jenie przebywał dwa lata. W tym okresie przeszedł z judaizmu na protestantyzm. Nie wyjaśnił powodów tej decyzji, prawdopodobnie miała ona na celu ułatwienie kariery uniwersyteckiej. W roku 1894 został asystentem prof. Hansa Buntego w Technische Hochschule Karlsruhe. W 1898 r. uzyskał tam stanowisko profesora chemii, a od 1911 do 1933 r. był profesorem w Kaiser-Wilhelm-Institut für Physikalische Chemie und Elektrochemie (obecnie Fritz-Haber-Institut der Max-Planck-Gesellschaft).
Prowadził badania w dziedzinie elektrochemii i katalizy. Od 1904 rozpoczął prace nad równowagą reakcji powstawania amoniaku z atomów azotu i wodoru w wysokich temperaturach i wysokim ciśnieniu. Badania związane były z prognozowanym na lata 30. XX wieku głodem w Europie (gdzie w ciągu dwóch stuleci liczba mieszkańców zwiększyła się czterokrotnie). W badaniach wykorzystał odkrycie z lat 40. XIX wieku Justusa von Liebiga, który zauważył, że wzrost roślin pobudzają związki azotu. Na początku wieku XX producenci rolni sprowadzali z Ameryki Płd. guano i importowali saletrę z Chile. Obydwie substancje były stosunkowo drogie i było ich zbyt mało, aby zaspokoić potrzeby rolników europejskich. W latach 1905–1910 opracował metodę syntezy amoniaku, nazwaną później metodą Habera i Boscha. W 1908 Haber otrzymał po raz pierwszy ciekły amoniak metodą półprzemysłową. Proces, opatentowany przez Habera, polegał na wpompowywaniu do reaktorów azotu i wodoru, które pod wpływem wysokiej temperatury i ciśnienia w obecności katalizatorów łączyły się tworząc amoniak. W latach 1908–1913 Haber pracował – wspólnie ze współtwórcą BASF, Carlem Boschem (laureatem Nagrody Nobla w roku 1931 za rozwój wysokociśnieniowych procesów technologicznych) – nad wdrożeniem technologii w skali przemysłowej. W roku 1913 przedsiębiorstwo BASF wybudowało w Ludwigshafen fabrykę, w której rozpoczęto produkcję amoniaku z wodoru i azotu z atmosfery. W prasie pisano w tym czasie, że Haber „zrobił chleb z powietrza”. Dziś światowa produkcja nawozów azotowych, wytwarzanych metodą Habera-Boscha, osiąga kilkaset milionów ton rocznie. Dzięki produkcji nawozów azotowych Haber został milionerem. Poza majątkiem odkrycie dało mu sławę i zaszczyty. Stanął na czele Instytutu chemii fizykalnej im. Cesarza Wilhelma w Berlinie (dziś Instytut im. Habera).

### Okres I wojny światowej
Po wybuchu I wojny światowej amoniak zastąpił importowaną z Chile saletrę do produkcji materiałów wybuchowych i amunicji. Niemcy szybko i tanio uzupełniały swoje arsenały zbrojeniowe. Haber na zlecenie niemieckiego Sztabu Generalnego rozpoczął pracę nad wykorzystaniem chemii na potrzeby armii (Konwencja haska z 1907 zabraniała stosowania broni chemicznej). W odpowiedzi na zapotrzebowanie niemieckiej armii, zamiast toluenu, zaproponował do produkcji trotylu stosowanie ksylenu i innych pochodnych ropy naftowej.
Traktował on swoją pracę jako patriotyczny obowiązek. Mówił, że nauka w czasie pokoju należy do całego świata, a w czasie wojny musi służyć państwu. Mówił swoim współpracownikom, że jeśli uda się szybko pokonać wrogów Niemiec, konflikt pochłonie mniej ofiar (Francuzi w tym czasie też pracowali nad rozwojem broni chemicznych). Podczas I wojny światowej był jednym z głównych organizatorów produkcji i zastosowania gazów bojowych przez armię niemiecką, m.in. pod Langemark i Ypres (II bitwa pod Ypres) i pod Bolimowem. Pod Ypres Haber osobiście nadzorował atak chemiczny. Notował spostrzeżenia objawów u konających żołnierzy. Generalicja niemiecka nie wykorzystała potencjału broni chemicznej, a naukowcy z Paryża i Londynu szybko rozszyfrowali skład chemiczny toksycznych substancji niemieckich. Zaangażowanie Habera w produkcję gazów bojowych doprowadziło do samobójstwa jego żonę Clarę Haber, która nie mogła znieść obciążenia psychicznego, związanego z przyczynianiem się jej męża do śmierci żołnierzy (zastrzeliła się z pistoletu służbowego Habera). Nazajutrz po pogrzebie żony Haber wyruszył na front wschodni ponownie testować gazy bojowe.
W 1917 roku ponownie się ożenił, tym razem z Charlotte Nathan, z którą miał dwójkę dzieci. Po zakończeniu I wojny zapadł na depresję.

### Po I wojnie światowej

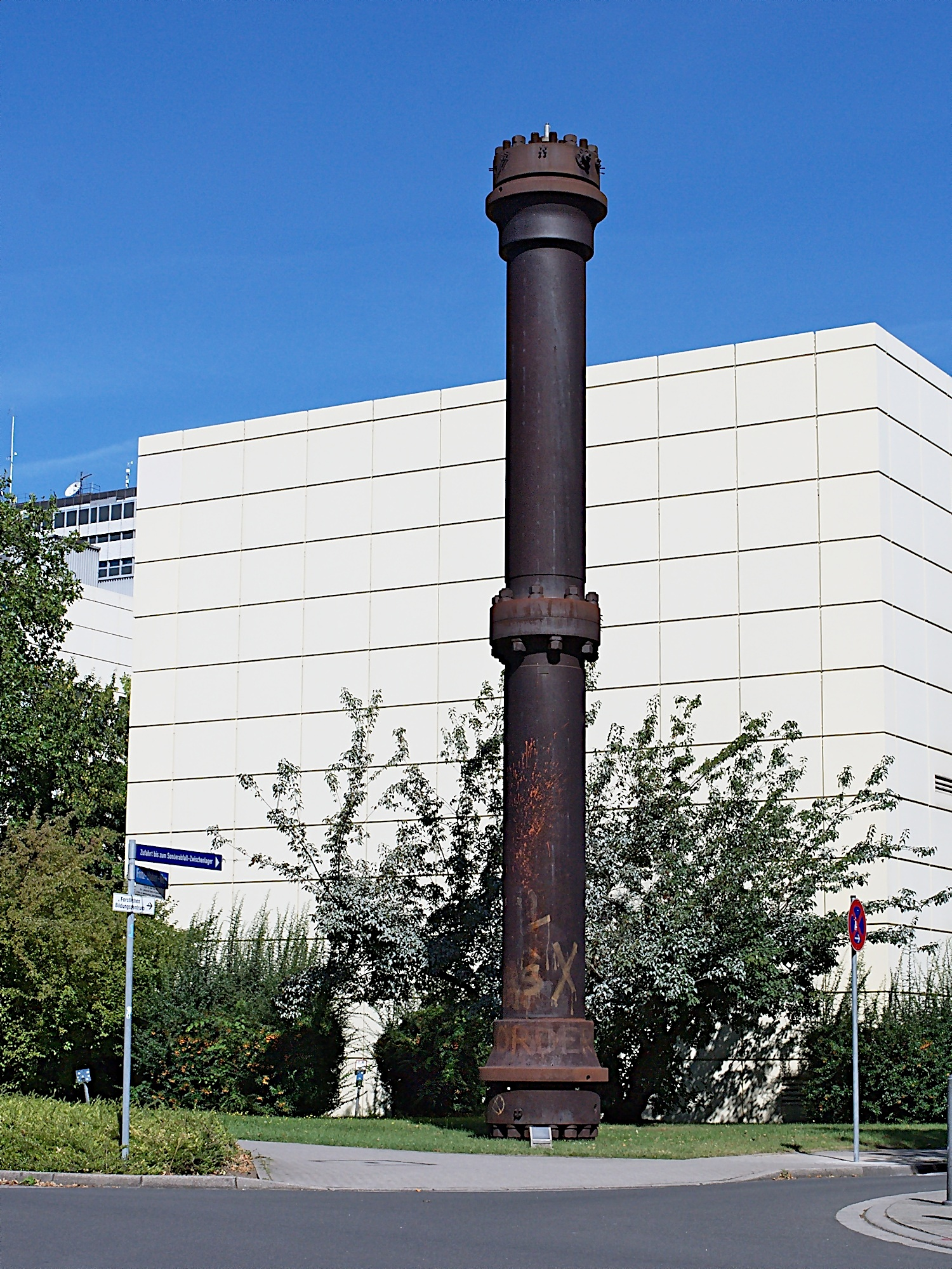
Reaktor Habera i Boscha z 1921 roku (BASF) przed Karlsruher Institut für Technologie

W roku 1918 Haber został laureatem Nagrody Nobla w dziedzinie chemii za opracowanie metody syntezy amoniaku. W tym czasie działał w odbudowie niemieckiego przemysłu wojennego. Kontynuował prace w tajnej fabryce w pobliżu Wittenbergi. Stanął na czele Deutsche Gesellschaft für Schädlingsbekämpfung – Niemieckiego Towarzystwa do Walki ze Szkodnikami. Szukał środków, którymi łatwo byłoby zabijać pchły, wszy i pluskwy, lęgnące się w magazynach czy ładowniach statków oceanicznych. To właśnie wtedy, w latach 20. XX wieku, jego współpracownicy pod jego nadzorem opracowali technologię produkcji cyklonu B, który chociaż początkowo był przewidziany jako środek do dezynfekcji i dezynsekcji, został później zastosowany przez Niemców w komorach gazowych podczas II wojny światowej. Granulki cyklonu zawierały toksyczny cyjanowodór, który uwalniał się stopniowo, skutecznie niszcząc szkodniki. Cyklon B osiągnął sukces, a jego produkcja wynosiła setki ton. Haber pomagał też produkować iperyt Hiszpanii, która używała go w walce z powstańcami w Maroku. Jednocześnie próbował metodami elektrochemicznymi uzyskać złoto rozpuszczone w wodzie morskiej, by Niemcy mogły spłacić gigantyczne kontrybucje. Próby z uzyskaniem złota nie zakończyły się powodzeniem, miały jednak duże znaczenie naukowe (według wyliczeń badaczy zespołu Habera z 1923 r. w jednej tonie morskiej wody znajdowało się średnio 0,008 mg złota, co czyni wydobycie złota tą drogą nieopłacalnym).
Po dojściu Hitlera do władzy w 1933 roku, w ramach czystek antyżydowskich Haber zmuszony został do zwolnienia swoich współpracowników pochodzenia żydowskiego, po czym sam złożył rezygnację. Wyjechał do Wielkiej Brytanii, gdzie dostał ofertę pracy na University of Cambridge. Po dwóch miesiącach opuścił Anglię ze względu na stan zdrowia i wyruszył w podróż w kierunku południowym, w poszukiwaniu cieplejszego klimatu. Miał ofertę Chaima Weizmana (późniejszego pierwszego prezydenta Izraela) posady w tworzonym właśnie Instytucie Badawczym Daniela Sieffa. Stan zdrowia nie pozwalał mu jednak na tak daleką podróż. 29 stycznia 1934 zmarł w Bazylei w Szwajcarii.
Albert Einstein napisał o nim: „Była to tragedia niemieckiego Żyda, tragedia wzgardzonej miłości”.

## Cyklon B
Cyklon B jako środek do zabijania ludzi odkryto przypadkiem. Stosowano go do odwszawiania ubrań skonfiskowanych więźniom przywożonym do obozów koncentracyjnych. Szybko okazało się, że cyjanowodór zawarty w cyklonie B szybciej działał na ludzi niż na owady. Cztery kilogramy cyklonu B były w stanie zabić ok. 1000 ludzi. Kilogram cyklonu B kosztował ok. 5 marek niemieckich. Po wojnie jeden z uczniów Habera, Bruno Tesch, szef przedsiębiorstwa sprzedającego go do obozów, został skazany na śmierć. Udowodniono mu, że wiedział o przeznaczeniu preparatu.